# Gheorghe Ștefan (prince moldave)
Pour les articles homonymes, voir Gheorghe Ștefan.
Gheorghe Ștefan (mort en 1668 à Stettin) fut prince de Moldavie du 13 avril au 8 mai 1653 puis du 16 juillet 1653 au 13 mars 1658. La monarchie était élective dans les principautés roumaines de Moldavie et de Valachie, comme en Transylvanie et en Pologne voisines : le prince (voïvode, hospodar ou domnitor selon les époques et les sources) était élu par (et souvent parmi) les boyards : pour être nommé, régner et se maintenir, il s'appuyait sur les partis de boyards et fréquemment sur les puissances voisines, habsbourgeoise, polonaise, russe et surtout ottomane, car jusqu'en 1859 les deux principautés étaient vassales de la « Sublime Porte » dont elles étaient tributaires.

## Biographie
Il était le fils du boyard Dumitrașcu Ceaur, et fut chancelier du voïvode moldave Basile le Loup. Il semble que ce dernier aurait entretenu une relation avec sa femme. Il décide alors de s'allier avec Matthieu Basarab, prince de Valachie et rival de Basile, ainsi qu'avec Georges II Rákóczi, prince de Transylvanie. Il réussit à détrôner Basile, mais ce dernier, avec l'aide du chef cosaque Bohdan Khmelnytsky (dont les forces sont commandées par son fils Timofti Khmelnitski), réussit à reprendre son trône. Basile et Timofti décident de poursuivre Gheorghe Ștefan en Valachie, mais leur armée est écrasée au cours de la bataille de Finta. Cette défaite permet à Gheorghe Ștefan de revenir à Jassy (la capitale de la Moldavie) et de redevenir prince. Il fit en sorte de s'acheter la sympathie de l'Empire ottoman pour pouvoir garder sa couronne. Il augmente les impôts pour couvrir les dépenses et notamment pour pouvoir payer ses mercenaires.
Les Turcs travaillèrent pour leur part à renforcer leur alliance avec la Moldavie, la Transylvanie et la Valachie, états chrétiens mais vassaux du Sultan, situés, selon leur vision géopolitique, dans le « Dar al-'Ahd » ou « Dar al-Suhl » (arabe دار العهد « domaine de la trêve » ou « de l'alliance »). Ainsi en 1655, Ștefan aide Constantin Ier Șerban Basarab dans sa lutte contre la rébellion des seimens (mercenaires arquebusiers) à Bucarest. Cependant, le sultan Mehmed Dördüncü est irrité par l'alliance entre la Moldavie et la Suède, l’hetmanat Cosaque, le Brandebourg et la Valachie, durant "le Déluge" (série de guerres opposant la Pologne à la Suède et ses alliés). N'ayant été ni averti, ni consulté, Mehmed prend cela comme un affront et dépose les trois voïvodes Georges II Rákóczi de Transylvanie, Gheorghe Ștefan de Moldavie et Constantin Ier Șerban Basarab de Valachie. Le Sultan remplace Gheorghe Ștefan par Gheorghe Ier Ghica. Les trois souverains déposés tentèrent de riposter militairement mais Ștefan est défait à Strunga.
Accompagné de son secrétaire Jakab Harsányi Nagy, Gheorghe Ștefan se met alors à "errer" en Pologne, sur les terres des Habsbourg à Vienne (1662) où il s'engage solennellement à faire appel aux Jésuites et à leur confier des Scholas publicas s'il est rétabli sur le trône, dans le Brandebourg puis en Suède (1665) cherchant à trouver un soutien pour récupérer son trône. Malade et endetté, il finit sa vie en Poméranie ou il meurt probablement d'une hémorragie cérébrale.